# 伊藤友則
伊藤 友則（いとう とものり、1972年11月30日 - ）は、日本の政治家。千葉県香取市長（1期）。元香取市議会議員（3期）、佐原市議会議員（2期）。

## 来歴
千葉県佐原市（現：香取市）出身。千葉県立佐原高等学校卒業後、スイス、アメリカの留学を経て慶應義塾大学法学部政治学科を卒業。大学在学中は県内の衆議院議員の秘書も務め、明治大学大学院政治経済学研究科修了後、帰郷し1999年の旧佐原市議会議員選挙にて26歳で初当選した。以後、5期連続当選し、議長や2016年度全国若手市議会議員の会会長も経験したほか、学習塾の経営なども手掛けた。
2018年2月20日、同年4月の香取市長選挙に立候補する意向を表明し、同日付で市議を辞職。市長選では自由民主党の推薦も受けたが、現職の宇井成一に1,180票差で敗れ落選。
2022年4月24日投開票の市長選では再び宇井との一騎打ちになり、現職への多選批判や浮動票を取り込んだ伊藤が初当選した。

## 政策
- 2022年の市長選では県立小見川高等学校への看護科の設置、学校給食の無償化、建設汚泥などを中間処理した「再生土」の持ち込み禁止などを掲げた[8]。また、宇井市政下で進められたおみがわ子ども園の建物の民間への無償譲渡について「市民の税金を投入してきた財産を手放し、進め方も説明不足が懸念される」として反対する考えを示した[9][10]。

## 親族
- 父は自民党千葉県議会議員の伊藤和男。自身は看護師の妻と長女の3人暮らし[11]。